# Ванькович, Станислав Станиславович
Станислав Станиславович Ванькович (пол. Stanisław Wańkowicz; 4 ноября 1885 — 24 июня 1943) — помещик, общественный деятель, сенатор II и III созыва Польской республики в 1928—1935 годах, член корпорации Аркония.

## Молодость

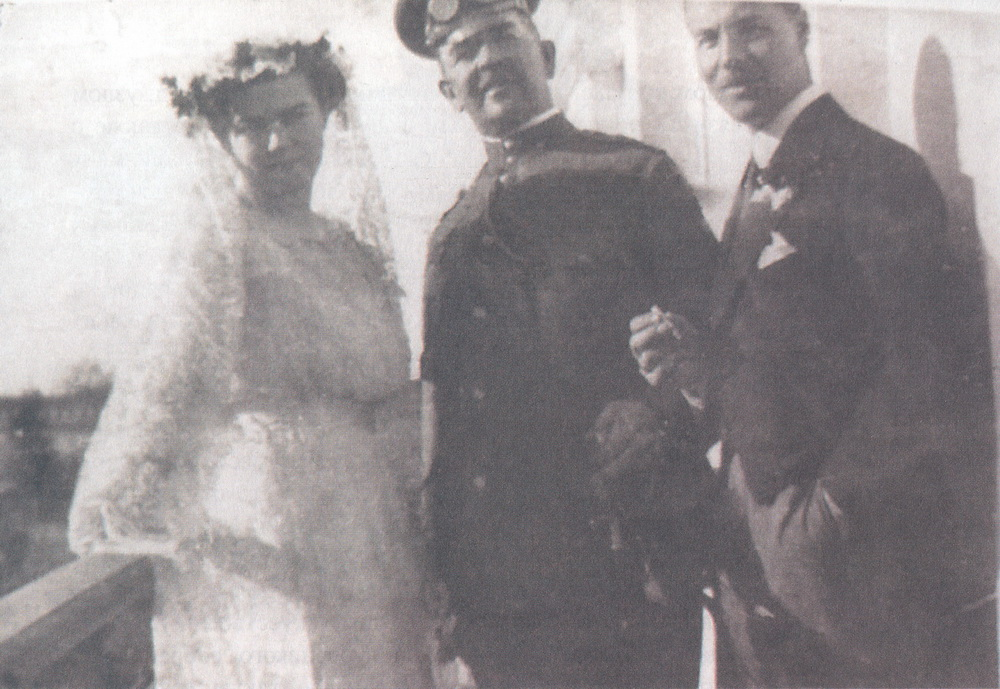
Александра Горватт (1895—1943), Эдвард Горватт (1866—1935) и Станислав Ванькович

Станислав Ванькович родился 4 ноября 1885 году в Смоленской губернии в семье землевладельцев. Он был сыном Станислава Александровича Ваньковича (1860—1937), российского военно-морского офицера, депутата Государственной Думы, и Елены Оскерко-Ванькович (1867—1947). Дядя польского писателя Мельхиора Ваньковича.
Окончил реальную школу в Смоленске. Учился на химическом факультете (1903—1905) и механическом факультете (1905—1906) Рижского Политехнического института. Во время учебы был принят в академическую корпорацию Аркония. Продолжил образование (1906—1912) и закончил его получением диплома механического факультета университета Hochschule Karlsruhe — Technik und Wirtschaft в Карлсруэ.
После окончания школы руководил хозяйством в семейном поместье (около 12 000 десятин, то есть 17480 га). В 1916 году в Наровле вступил в брак с Александрой Горватт (1895 — 24 июня 1943), дочери Эдварда Мауриция Горватта (1866—1935) и Ядвиги Оскерка (1872—1919), с которой у них было трое детей: Кароль (1916—1938), Анджей Генрик (1920—2002) и Тереза (1925—1974).
После Октябрьской революции в России многие семьи землевладельцев лишились своей собственности и имущества. Семья Станислава Ваньковича также не избежала этой доли. Станислав Ростворовский, друг семьи и будущий польский генерал, в письме от 22 марта 1920 года написал: «…Сегодня вечером я встретился с паном Ваньковичем, который был год или два года назад имел 30 тыс. десятин, несколько машин, корабль на Припяти для прогулок и охоты, 100 ломовых лошадей в конюшне, а сегодня является бедняком и живет из милости друзей, потому что война отняла у него землю, машины и лошадей…».
После потери имущества, Станислав Ванькович вместе с семьей переехал в имение жены в Гожички (Великопольское воеводство, Польская республика). Трудности на начальном этапе не сломили Ваньковича, который с решимостью занимается поместьем и общественной деятельностью.

## Общественная деятельность
В 1918—1919 годы Станислав Ванькович был членом польского посольства на Украине при гетмане Павле Скоропадском. Позднее он был вице-президентом сельскохозяйственного общества и председателем союза землян в Лиде. Участвовала в создании «Слова» в Вильнюсе, в котором публиковал статьи на экономическую тематику и полемизировал с основными положениями аграрной реформы. Работал в рамках главного совета земянских организаций. В 1925 году он был членом попечительского совета кресов. В 1926 году он был председателем Виленского гребного союза. Присоединился в Вильнюсе к группам с консервативными и либеральными взглядами. В 1933 году поступил в консервативной партии, где избирался вице-президентом. В 1936 году Станислав Ванькович был вице-президентом Главной рады земянских организаций. В период 1928—1935 годах в течение двух сроков был сенатором Польской республики от Беспартийного блока сотрудничества с правительством. В 1928 году Станислав Ванькович избран от Виленского воеводства. Из сохранившихся документов следует, что Станислав Ванькович как сенатор активно участвовал в работе Сената. С 1937 года входил в состав органов управления консервативной партии.

## Смерть
Погиб вместе с несколькими членами семьи во время свадьбы дочери Терезы от рук эсэсовцев. Вместе с женой Александр был похоронен в братской могиле в Збыднюве.